# 王洪
王洪，字希範，号毅斋，南直隸钱塘人。明朝进士、政治人物。

## 生平
洪武三十年（1397年）丁丑科春榜二甲第二名進士，授吏科給事中，后授翰林院检讨。永乐年间，参与编写《永乐大典》。有《毅斋集》。
清朝錢謙益收錄其詩十八首於《列朝詩集》乙集第二。